# Champ Car Atlantic 2006

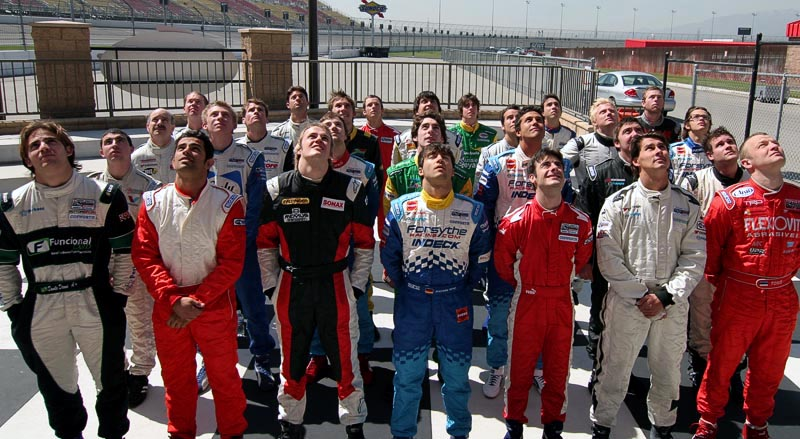
Förarna.

Champ Car Atlantic 2006 vanns av fransmannen Simon Pagenaud, efter att han varit oerhört jämn förutom sin enda seger.

## Tävlingskalender
| Datum        | Bana         | Segrare           |
| ------------ | ------------ | ----------------- |
| 9 april      | Long Beach   | Andreas Wirth     |
| 13 maj       | Houston      | Andreas Wirth     |
| 21 maj       | Monterrey    | Graham Rahal      |
| 18 juni      | Portland     | James Hinchcliffe |
| 24 juni      | Cleveland    | Graham Rahal      |
| 25 juni      | Cleveland    | Graham Rahal      |
| 9 juli       | Toronto      | Robbie Pecorari   |
| 23 juli      | Edmonton     | Simon Pagenaud    |
| 30 juli      | San Jose     | Raphael Matos     |
| 13 augusti   | Denver       | Graham Rahal      |
| 28 augusti   | Montréal     | Graham Rahal      |
| 24 september | Road America | Raphael Matos     |

## Slutställning
| Plats | Förare            | Poäng |
| ----- | ----------------- | ----- |
| 1     | Simon Pagenaud    | 258   |
| 2     | Graham Rahal      | 242   |
| 3     | Andreas Wirth     | 227   |
| 4     | Raphael Matos     | 205   |
| 5     | David Martínez    | 179   |
| 6     | Jonathan Bomarito | 178   |
| 7     | Danilo Dirani     | 178   |
| 8     | Alan Sciuto       | 167   |
| 9     | Leonardo Maia     | 161   |
| 10    | James Hinchcliffe | 160   |